# China Open 2024
China Open 2024 byl tenisový turnaj na profesionálních okruzích mužů ATP Tour a žen WTA Tour, hraný v Národním tenisovém centru. Dvacátý třetí ročník mužského a dvacátý pátý ženského China Open probíhal mezi 25. zářím a 6. říjnem 2024 v čínském hlavním městě Pekingu, na dvorcích s tvrdým povrchem DecoTurf. Startovní pole žen bylo navýšeno, když do dvouhry zasáhlo poprvé devadesát šest singlistek a do čtyřhry třicet dva párů. V kategorii WTA 1000 se tak China Open stal pátým turnajem konaným ve dvou týdnech, s 12denním harmonogramem.
Mužská polovina dotovaná 3 891 650 dolary se řadila do kategorie ATP Tour 500. Ženská část s rozpočtem 8 955 610 dolarů patřila do kategorie WTA 1000, jako předposlední z deseti sezónních turnajů v této úrovni. Nejvýše nasazenými singlisty se stali první tenista světa Jannik Sinner z Itálie a světová dvojka Aryna Sabalenková. Jako poslední přímí účastníci do dvouher nastoupili, podle vydání žebříčků k datu uzávěrky přihlášek, srbský 54. hráč pořadí Miomir Kecmanović a 77. žena klasifikace Cristina Bucșová ze Španělska. Po zahájení invaze Ruska na Ukrajinu v závěru února 2022 řídící organizace tenisu ATP, WTA a ITF s grandslamy rozhodly, že ruští a běloruští tenisté mohli dále na okruzích startovat, ale do odvolání nikoli pod vlajkami Ruska a Běloruska.
Šestnáctý singlový titul na okruhu ATP Tour vybojoval Španěl Carlos Alcaraz. Stal se tak prvním tenistou v kategorii ATP 500, který zkompletoval tituly ze všech povrchů – antuky, trávy i tvrdého podkladu. Ve finále porazil Sinnera v nejdelším mužském zápase pekingského turnaje, trvajícím 3:21 hodiny. Osmou trofej z dvouhry okruhu WTA Tour, a druhou v úrovni WTA 1000, si odvezla 20letá Američanka Coco Gauffová. Jako první tenistka otevřené éry zvítězila v prvních sedmi kariérních finále na tvrdém povrchu. Z pozice turnajových jedniček potvrdili roli favoritů Italové Simone Bolelli s Andreou Vavassorim, kteří ve čtyřhře túry ATP vyhráli třetí společnou trofej. Ženský debl ovládly Italky Sara Erraniová s Jasmine Paoliniovou, jež získaly pátý párový titul.

## Rozdělení bodů a finančních odměn

### Rozdělení bodů
| Soutěž       | Soutěž        | vítězové | finalisté | semifinalisté | čtvrtfinalisté | 16 v kole | 32 v kole | 64 v kole | 96 v kole | Q  | Q2 | Q1 |
| ------------ | ------------- | -------- | --------- | ------------- | -------------- | --------- | --------- | --------- | --------- | -- | -- | -- |
| dvouhra mužů | [ 3 ] [ 12 ]  | 500      | 330       | 200           | 100            | 50        | 0         | —         | —         | 25 | 13 | 0  |
| čtyřhra mužů | [ 13 ] [ 14 ] | 500      | 300       | 180           | 90             | 0         | —         | —         | —         | 45 | 25 | 0  |
| dvouhra žen  | [ 4 ] [ 15 ]  | 1 000    | 650       | 390           | 215            | 120       | 65        | 35        | 10        | 30 | 20 | 2  |
| čtyřhra žen  | [ 16 ]        | 1 000    | 650       | 390           | 215            | 120       | 10        | —         | —         | —  | —  | —  |

### Finanční odměny
| Soutěž                                  | Soutěž        | vítězové    | finalisté | semifinalisté | čtvrtfinalisté | 16 v kole | 32 v kole | 64 v kole | 96 v kole | Q2       | Q1      |
| --------------------------------------- | ------------- | ----------- | --------- | ------------- | -------------- | --------- | --------- | --------- | --------- | -------- | ------- |
| dvouhra mužů                            | [ 3 ] [ 12 ]  | 695 750 $   | 374 340 $ | 199 495 $     | 101 925 $      | 54 405 $  | 29 015 $  | —         | —         | 14 870 $ | 8 340 $ |
| čtyřhra mužů                            | [ 13 ] [ 14 ] | 228 510 $   | 121 870 $ | 61 660 $      | 30 830 $       | 15 960 $  | —         | —         | —         | —        | —       |
| dvouhra žen                             | [ 4 ] [ 15 ]  | 1 100 000 $ | 585 000 $ | 325 000 $     | 185 000 $      | 101 000 $ | 59 100 $  | 34 500 $  | 23 250 $  | 13 500 $ | 7 000 $ |
| čtyřhra žen                             | [ 16 ]        | 447 300 $   | 236 800 $ | 127 170 $     | 63 600 $       | 34 100 $  | 18 640 $  | —         | —         | —        | —       |
| částky ve čtyřhrách jsou uvedeny na pár |               |             |           |               |                |           |           |           |           |          |         |

## Mužská dvouhra

### Nasazení
| Stát                         | Hráč            | ATP | Nasazení |
| ---------------------------- | --------------- | --- | -------- |
| Itálie                       | Jannik Sinner   | 1.  | 1.       |
| Španělsko                    | Carlos Alcaraz  | 3.  | 2.       |
|                              | Daniil Medveděv | 5.  | 3.       |
|                              | Andrej Rubljov  | 6.  | 4.       |
| Bulharsko                    | Grigor Dimitrov | 10. | 5.       |
| Itálie                       | Lorenzo Musetti | 19. | 6.       |
|                              | Karen Chačanov  | 23. | 7.       |
| Kazachstán                   | Alexandr Bublik | 27. | 8.       |
| Žebříček ATP k 16. září 2024 |                 |     |          |

### Jiné formy účasti
Následující hráči obdrželi divokou kartu do hlavní soutěže:
- Pu Jün-čchao-kche-tche
- Stan Wawrinka
- Čou I

Následující hráč nastoupil pod žebříčkovou ochranou:
- Pablo Carreño Busta

Následující hráči postoupili z kvalifikace:
- Roberto Bautista Agut
- Zizou Bergs
- Pavel Kotov
- Jakub Menšík

Následující hráči postoupili z kvalifikace jako šťastní poražení:
- Roberto Carballés Baena
- Arthur Rinderknech
- Roman Safiullin

### Odhlášení
před zahájením turnaje
- Grigor Dimitrov → nahradil jej  Arthur Rinderknech
- Cameron Norrie → nahradil jej  Roberto Carballés Baena
- Jan-Lennard Struff → nahradil jej Roman Safiullin
- Alexander Zverev → nahradil jej  Miomir Kecmanović

## Mužská čtyřhra

### Nasazení
| Stát                                                                    | Hráč             | Stát               | Hráč             | ATP | Nasazení |
| ----------------------------------------------------------------------- | ---------------- | ------------------ | ---------------- | --- | -------- |
| Itálie                                                                  | Simone Bolelli   | Itálie             | Andrea Vavassori | 21. | 1.       |
| Indie                                                                   | Rohan Bopanna    | Chorvatsko         | Ivan Dodig       | 31. | 2.       |
| Finsko                                                                  | Harri Heliövaara | Spojené království | Henry Patten     | 32. | 3.       |
| Spojené království                                                      | Neal Skupski     | Nový Zéland        | Michael Venus    | 37. | 4.       |
| Žebříček ATP k 16. září 2024; číslo je součtem umístění obou členů páru |                  |                    |                  |     |          |

### Jiné formy účasti
Následující páry obdržely divokou kartu do hlavní soutěže:
- Čou I /  Wang Ao-žan
- Pu Jün-čchao-kche-tche /  Stan Wawrinka

Následující pár postoupil do hlavní soutěže z kvalifikace:
- Jamie Murray /  John Peers

Následující pár postoupil do hlavní soutěže z jako kvalifikace šťastný poražený:
- Gonzalo Escobar /  Diego Hidalgo

### Odhlášení
před zahájením turnaje
- Marcel Granollers /  Pedro Martínez → nahradili je  Alexandr Bublik /  Pedro Martínez
- Kevin Krawietz /  Tim Pütz → nahradili je  Gonzalo Escobar /  Diego Hidalgo

## Ženská dvouhra

### Nasazení
| Stát                         | Hráčka                     | WTA | Nasazení |
| ---------------------------- | -------------------------- | --- | -------- |
|                              | Aryna Sabalenková          | 2.  | 1.       |
| USA                          | Jessica Pegulaová          | 3.  | 2.       |
| Itálie                       | Jasmine Paoliniová         | 5.  | 3.       |
| USA                          | Coco Gauffová              | 6.  | 4.       |
| Čína                         | Čeng Čchin-wen .           | 5.  |          |
| USA                          | Emma Navarrová             | 8.  | 6.       |
| Česko                        | Barbora Krejčíková         | 10. | 7.       |
| Lotyšsko                     | Jeļena Ostapenková         | 13. | 8.       |
|                              | Darja Kasatkinová          | 11. | 9.       |
|                              | Anna Kalinská              | 14. | 10.      |
|                              | Ljudmila Samsonovová       | 15. | 11.      |
|                              | Diana Šnajderová           | 16. | 12.      |
| Brazílie                     | Beatriz Haddad Maiová      | 12. | 13.      |
| Ukrajina                     | Marta Kosťuková            | 18. | 14.      |
| Španělsko                    | Paula Badosová             | 19. | 15.      |
| Chorvatsko                   | Donna Vekićová             | 20. | 16.      |
|                              | Mirra Andrejevová          | 22. | 17.      |
| USA                          | Madison Keysová            | 24. | 18.      |
|                              | Anastasija Pavljučenkovová | 25. | 19.      |
| Kanada                       | Leylah Fernandezová        | 28. | 20.      |
| Kazachstán                   | Julia Putincevová          | 32. | 21.      |
|                              | Jekatěrina Alexandrovová   | 33. | 22.      |
| Polsko                       | Magdalena Fręchová         | 31. | 23.      |
| Belgie                       | Elise Mertensová           | 29. | 24.      |
| Ukrajina                     | Dajana Jastremská          | 35. | 25.      |
| Spojené království           | Katie Boulterová           | 34. | 26.      |
| Česko                        | Kateřina Siniaková         | 37. | 27.      |
|                              | Anastasija Potapovová      | 38. | 28.      |
| Nový Zéland                  | Lulu Sunová                | 40. | 29.      |
| Čína                         | Jüan Jüe                   | 41. | 30.      |
| Polsko                       | Magda Linetteová           | 45. | 31.      |
|                              | Veronika Kuděrmetovová     | 39. | 32.      |
| USA                          | Caroline Dolehideová       | 98. | 33.      |
| USA                          | Amanda Anisimovová         | 43. | 34.      |
| Žebříček WTA k 23. září 2024 |                            |     |          |

### Jiné formy účasti
Následující hráčky obdržely divokou kartu do hlavní soutěže:
- Čang Šuaj
- Jao Sin-sin
- Kao Sin-jü
- Ma Jie-sin
- Š' Chan
- Wang Mej-ling
- Wej S'-ťia
- Žen Jü-fej

Následující hráčky nastoupily pod žebříčkovou ochranou:
- Irina-Camelia Beguová
- Ajla Tomljanovićová
- Wang Čchiang

Následující hráčky postoupily z kvalifikace:
- Hailey Baptisteová
- Kimberly Birrellová
- Zarina Dijasová
- Dalma Gálfiová
- Liang En-šuo
- Alycia Parksová
- Arina Rodionovová
- Elena-Gabriela Ruseová
- Manančaja Savangkaevová
- Sara Sorribesová Tormová
- Julija Starodubcevová
- Rebecca Šramková

Následující hráčiky postoupily z kvalifikace jako šťastné poražené:
- Emina Bektasová
- Jana Fettová
- Kamilla Rachimovová

### Odhlášení
před zahájením turnaje
- Viktoria Azarenková → nahradila ji  Anna Bondárová
- Marie Bouzková → nahradila ji Kamilla Rachimovová
- Sorana Cîrsteaová → nahradila ji  Lucia Bronzettiová
- Danielle Collinsová → nahradila ji  Ana Bogdanová
- Ons Džabúrová → nahradila ji  Martina Trevisanová
- Caroline Garciaová → nahradila ji  Lesja Curenková
- Linda Nosková → nahradila ji  Harriet Dartová
- Jeļena Ostapenková → nahradila ji  Tamara Korpatschová
- Anastasija Pavljučenkovová → nahradila ji  Mai Hontamová
- Karolína Plíšková → nahradila ji  Camila Osoriová
- Emma Raducanuová → nahradila ji  Jana Fettová
- Jelena Rybakinová → nahradila ji  Naomi Ósakaová
- Maria Sakkariová → nahradila ji  Laura Siegemundová
- Sloane Stephensová → nahradila ji  Emina Bektasová
- Elina Svitolinová → nahradila ji  Anna Blinkovová
- Iga Świąteková → nahradila ji  Wang Čchiang
- Markéta Vondroušová → nahradila ji Erika Andrejevová
- Caroline Wozniacká → nahradila ji  Wang Ja-fan
- Ču Lin → nahradila ji  Cristina Bucșová

## Ženská čtyřhra

### Nasazení
| Stát                                                                     | Hráčka                      | Stát        | Hráčka                 | WTA | Nasazení |
| ------------------------------------------------------------------------ | --------------------------- | ----------- | ---------------------- | --- | -------- |
| Kanada                                                                   | Gabriela Dabrowská          | Nový Zéland | Erin Routliffeová      | 6.  | 1.       |
| Česko                                                                    | Kateřina Siniaková          | USA         | Taylor Townsendová     | 9.  | 2.       |
| USA                                                                      | Caroline Dolehideová        | USA         | Desirae Krawczyková    | 21. | 3.       |
| USA                                                                      | Nicole Melichar-Martinezová | Austrálie   | Ellen Perezová         | 23. | 4.       |
| Itálie                                                                   | Sara Erraniová              | Itálie      | Jasmine Paoliniová     | 29. | 5.       |
| Belgie                                                                   | Elise Mertensová            | Čína        | Čang Šuaj              | 35. | 6.       |
| Čínská Tchaj-pej                                                         | Čan Chao-čching             |             | Veronika Kuděrmetovová | 44. | 7.       |
| Nizozemsko                                                               | Demi Schuursová             | Brazílie    | Luisa Stefaniová       | 46. | 8.       |
| Žebříček WTA k 23. září 2024; číslo je součtem umístění obou členek páru |                             |             |                        |     |          |

### Jiné formy účasti
Následující páry obdržely divokou kartu do hlavní soutěže:
- Sie Šu-wej /  Wang Sin-jü
- Tchang Čchien-chuej /  Jüan Jüe
- Wang Si-jü /  Wang Ja-fan

Následující pár nastoupil z pozice náhradníka:
- Lulu Sunová /  Mojuka Učidžimová

### Odhlášení
před zahájením turnaje
- Katie Boulterová / Anna Kalinská → nahradily je  Lulu Sunová /  Mojuka Učidžimová

## Přehled finále

### Mužská dvouhra
- Carlos Alcaraz vs.  Jannik Sinner, 6–7(6–8), 6–4, 7–6(7–3)

### Ženská dvouhra
- Coco Gauffová vs.  Karolína Muchová, 6–1, 6–3

### Mužská čtyřhra
- Simone Bolelli /  Andrea Vavassori vs. Harri Heliövaara /  Henry Patten, 4–6, 6–3, [10–5]

### Ženská čtyřhra
- Sara Erraniová /  Jasmine Paoliniová vs.  Čan Chao-čching / Veronika Kuděrmetovová, 6–4, 6–4